# Golfo de Tibugá
Golfo de Tibugá är en bukt i Colombia.   Den ligger i departementet Chocó, i den västra delen av landet, 400 km väster om huvudstaden Bogotá.